# Merlimont Churchyard
Merlimont Churchyard is een begraafplaats gelegen in de Franse plaats Merlimont (Pas-de-Calais). De militaire graven worden onderhouden door de Commonwealth War Graves Commission.
De begraafplaats telt 1 geïdentificeerd Gemenebest graf uit de Tweede Wereldoorlog.